# Loge La Constante Fidélité
Loge La Constante Fidélité is een vrijmetselaarsloge in Mechelen die behoort tot de Reguliere Grootloge van België. 
De bijeenkomsten van de loge vinden plaats in het Nederlands. De tempel bevindt zich aan de Tervuursesteenweg,  gemiddeld worden er twee keer maand bijeenkomsten georganiseerd. Eenmaal per jaar vindt er een informatieavond plaats voor belangstellenden.

## Geschiedenis

### De eerste loge La Constante Fidélité
De eerste Mechelse loge werd opgericht in de jaren 1770/71 en kreeg de naam La Constante Fidélité. De oprichting vond plaats op initiatief van Ernest Coloma, Philippe Ghislain baron Snoy, heer van Oppuurs en Francois Bonaventure du Mont, markies de Gages (1739-1787). Er werd vergaderd in het hotel Coloma, in de Bleekstraat, een gebouw dat nog steeds bestaat. Het feit dat het initiatief vanuit de hoge adel kwam, benadrukt wel het toenmalig elitaire karakter van de werkplaats. De voertaal was dan ook Frans. In 1779 doofde de eerste loge La Constante Fidélité de lichten.

### De tweede loge La Constante Fidélité
De werkzaamheden van de loge werden in 1982 hervat. Loge La Constante Fidélité behoort tot de traditionele, reguliere loges in België en dus niet tot de adogmatische irreguliere loges. Dit houdt in dat zij, net zoals de oorspronkelijke loge uit 1771, werkt volgens de Beginselen van de vrijmetselarij (ook wel 'De Oude Landmerken' genoemd).